# Comté de Bungil
Le comté de Bungil (en anglais : Shire of Bungil) est une ancienne zone d'administration locale située dans l'État du Queensland en Australie, dont le siège était Roma.
Le comté s'étendait sur 13 338 km2 dans le sud du Queensland et comprenait les localités d'Injune et Muckadilla. La ville de Roma formait une enclave à l'intérieur du comté dont elle abritait cependant le siège.
Créé le 21 mai 1880 sous le nom de division de Bungil, par détachement de la division de Wallumbilla, il devient comté de Bungil le 31 mars 1903. Il est dissous le 15 mars 2008 et fusionné avec les comtés de Bendemere, Booringa, Warroo et la ville de Roma pour former la région de Roma, devenu région de Maranoa en 2009.
En 2006, la population s'élevait à 2 051 habitants.